# Bosutinib
Bosutiníb, po zaščitenim imenom Bosulif, je protirakavo zdravilo iz skupine malih molekul, ki deluje kot zaviralec tirozin kinaze BCR-ABL in se uporablja pri zdravljenju rezistentne kronične mieloične levkemije, kadar je prisoten kromosom Filadelfija.
Najpogostejši neželeni učinki bosutiniba so driska, slabost, bolečina v trebuhu, bruhanje, izpuščaj, slabokrvnost, trombocitopenija (zmanjšano število krvnih ploščic), utrujenost, vročina in povišane vrednosti jetrnih encimov.

## Klinična uporaba
Bosutinib sta ameriški Urad za prehrano in zdravila in Evropska agencija za zdravila odobrila septembra 2012 oziroma marca 2013 za uporabo pri zdravljenju odraslih s kronično mieloično levkemijo (KML) s prisotnim kromosomom Filadelfija, ki ne prenašajo predhodno uporabljenih zaviralcev tirozin kinaz ali je bolezen odporna proti tem predhodno uporabljenim zdravilom.

## Neželeni učinki
Najpogostejši neželeni učinki bosutiniba, ki se pojavijo najmanj pri enem od petih bolnikov, so driska, slabost, bolečina v trebuhu, bruhanje, izpuščaj, slabokrvnost, trombocitopenija (zmanjšano število krvnih ploščic), utrujenost, vročina in povišane vrednosti jetrnih encimov.

## Mehanizem delovanja
Bosutinib deluje kot zaviralec tirozin kinaze BCR-ABL, in sicer tekmuje z ATP-jem za vezavo na omenjen encim. Poleg tega zavira tudi nekatere druge encime iz skupine tirozin kinaz, in sicer tirozin kinaze iz družine Src (vključno s Src, Lyn in Hck). Izkazuje tudi aktivnost proti vaskularnemu endotelijskemu rastnemu dejavniku (VEGF) in rastnemu dejavniku iz trombocitov (PDGF). Poskusi na mišjih mieloidnih celičnih linijah so pokazali, da zavira 16 od 18 mutiranih oblik BCR-ABL, ki izkazujejo odpornost proti imatinibu, ni pa učinkovit pri mutacijah T315I in V299L.